# Learning to Fly (Гіларі Дафф)
«Learning to Fly» — третій відеоальбом американської поп-співачки Гіларі Дафф. В США та Канаді вийшов 16 листопада 2004 через лейбл Hollywood Records; в Австралії вийшов 23 січня 2005. Тривалістю у півгодини, DVD містить в собі документальний фільм Learning to Fly та музичне відео «Fly». Відеоальбом отримав золоту сертифікацію від австралійської ARIA та подвійну платинову сертифікацію від канадської CRIA.

## Вміст DVD
| #     | Назва                                  | Тривалість |
| ----- | -------------------------------------- | ---------- |
| 1.    | «Learning to Fly» (документальне кіно) | 27:08      |
| 2.    | «Fly» (музичне відео)                  | 4:40       |
| 31:48 |                                        |            |

## Чарти
| Чарт (2004)                     | Місце |
| ------------------------------- | ----- |
| US Top Music Videos (Billboard) | 17    |

## Продажі
| Країна           | Сертифікат | Сертифікація (таблиця продажів та сертифікатів) |
| ---------------- | ---------- | ----------------------------------------------- |
| Австралія (ARIA) | Золото     | +17,500                                         |
| Канада (CRIA)    | 2× Платина | +20,000                                         |

## Історія релізів
| Країна    | Дата              | Лейбл             | Виноски |
| --------- | ----------------- | ----------------- | ------- |
| Канада    | 16 листопада 2004 | Universal Music   | [ 5 ]   |
| США       | 16 листопада 2004 | Hollywood         | [ 6 ]   |
| Австралія | 23 січня 2005     | Festival Mushroom | [ 7 ]   |